# Kapelle Högden (Kirchhoven)
Koordinaten: 51° 4′ 34″ N, 6° 4′ 13″ O
Die Kapelle Högden befindet sich im Ortsteil Kirchhoven der Stadt Heinsberg in Nordrhein-Westfalen.

## Lage
Die Kapelle steht im Ortsteil Kirchhoven-Högden in freier Ortslage.

## Vorgeschichte
Die Bürgermeisterei Kirchhoven setzte sich um 1830 wie folgt zusammen. Das Kirchdorf Kirchhoven und die Dörfer Entebruch, Heuchden, Leick, Lumbach, Schutdorf und Finne. Dazu noch einige Gehöfte und Weiler. Alle Dörfer gehörten zu einer Bürgermeisterei, waren aber in sich eigene Dorf- und Lebensgemeinschaften. Auf der Tranchotkarte von 1803 bis 1820 sind die einzelnen Dörfer gut erkennbar. Als Zeichen eines tiefen Glaubens und einer engen Zusammengehörigkeit entstanden in den Orten kleine Kapellen, Kruzifixe und Bildstöcke. So entstand in Högden diese Kapelle.

## Geschichte
Die Högdener Kapelle blickt auf eine fast 100-jährige Geschichte zurück. An der Stelle der heutigen Kapelle stand bereits seit 1642 ein Hagelkreuz. Der mündlichen Überlieferung nach, haben Eltern aus Dankbarkeit für die glückliche Heimkehr ihrer Söhne aus dem Ersten Weltkrieg diese Kapelle erbaut. 1990/91 wurde sie renoviert. Im November 2012 wurde aus der Kapelle das Kruzifix gestohlen. Der unbeschädigte Korpus und ein neu angefertigtes Kleeblattkreuz wurde bei der Fronleichnamsprozession 2013 neu eingesegnet.

## Architektur
Bei dem Gebäude handelt es sich um einen Backsteinbau mit einer spitzbogigen Öffnung. Die Kapelle steht am Hang und ist von der Straße her über fünf Stufen erreichbar. Ein steiles Satteldach bedeckt die Kapelle. Im Inneren ist die Kapelle mit hellen Ziegelsteinen verklinkert.

## Ausstattung
- In der Kapelle sind ein Altar, ein Kruzifix und Blumenschmuck vorhanden.
- Im Eingangsbereich ist ein schmiedeeisernes Gitter angebracht.

## Galerie

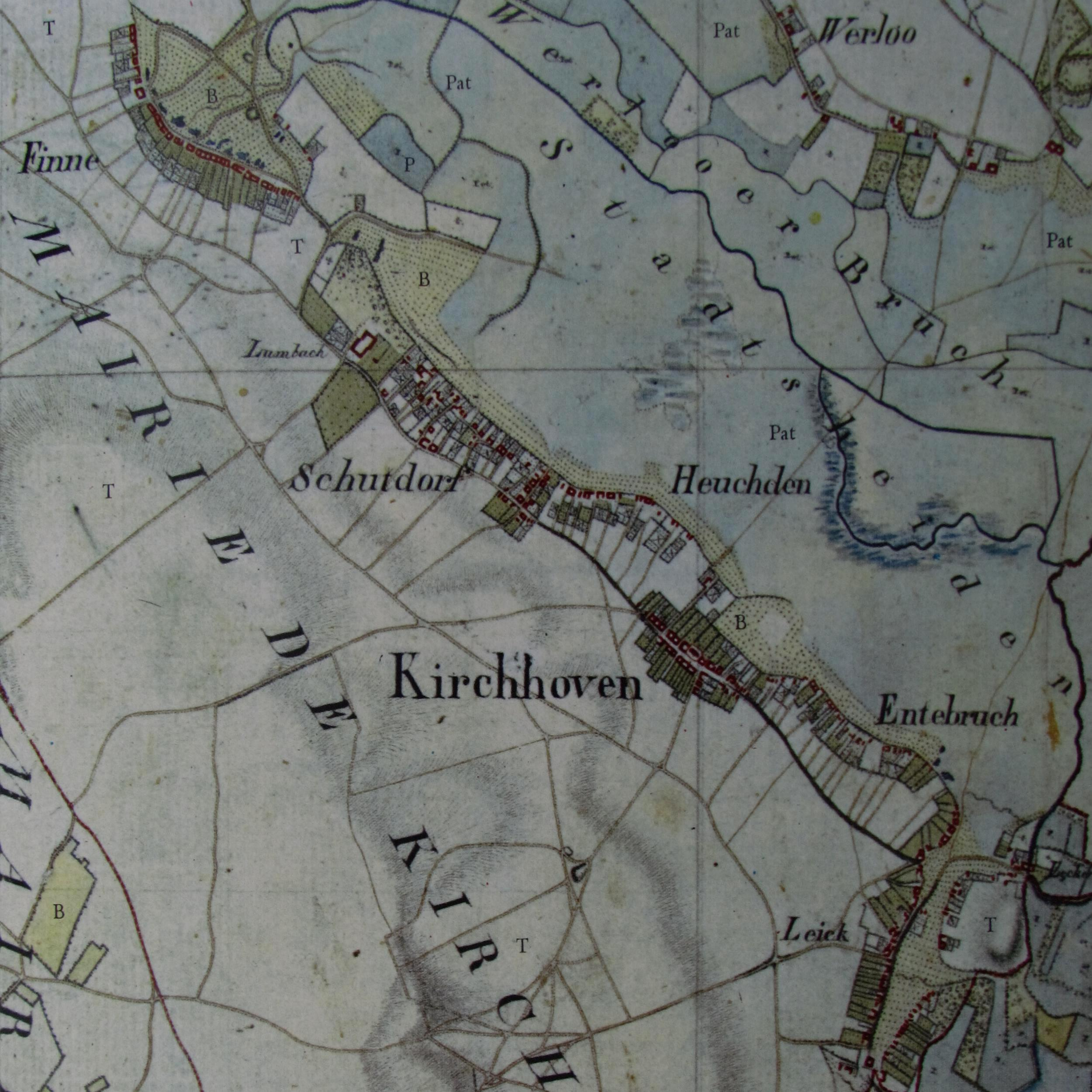
Tranchotkarte 1803–1820
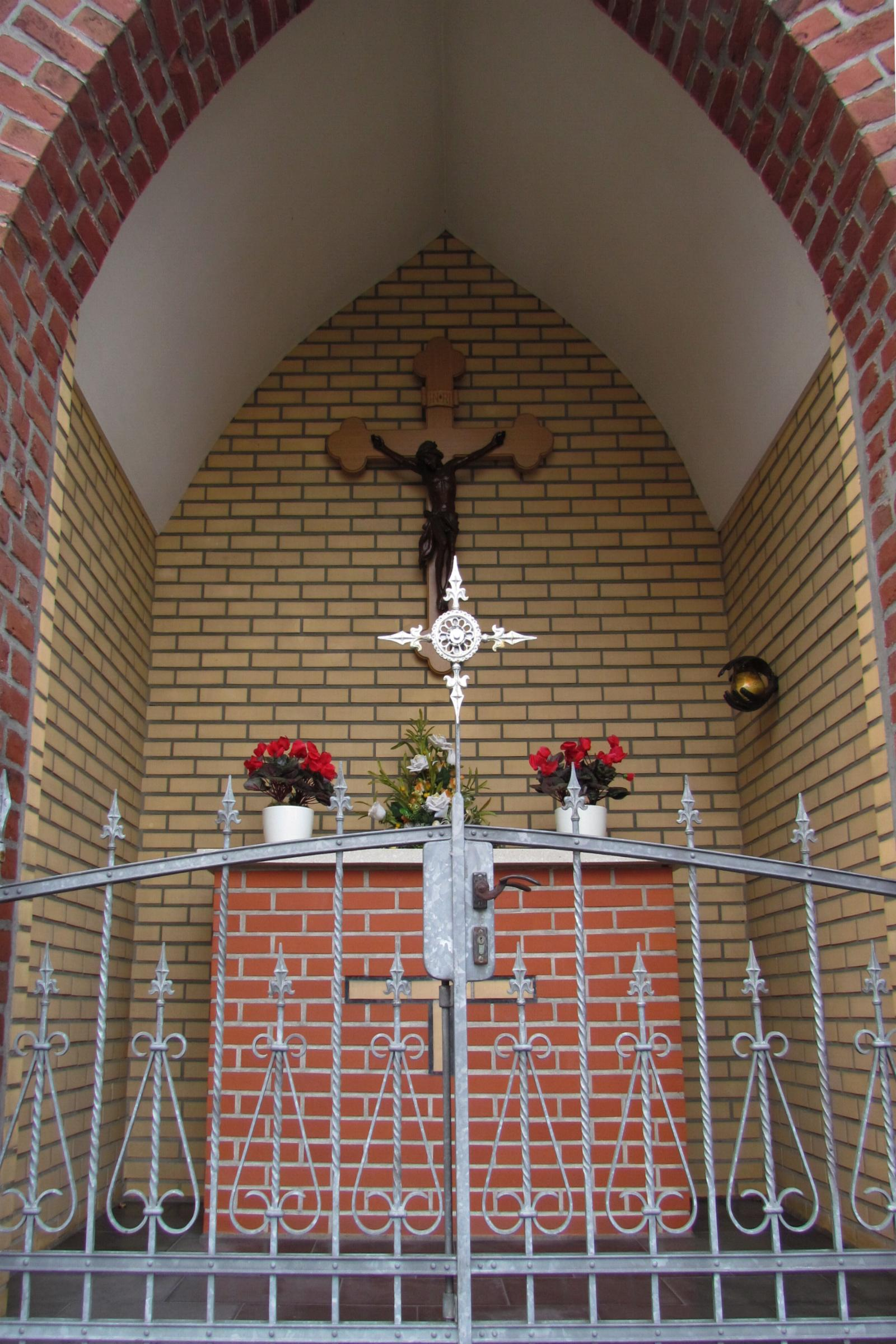
Innenansicht
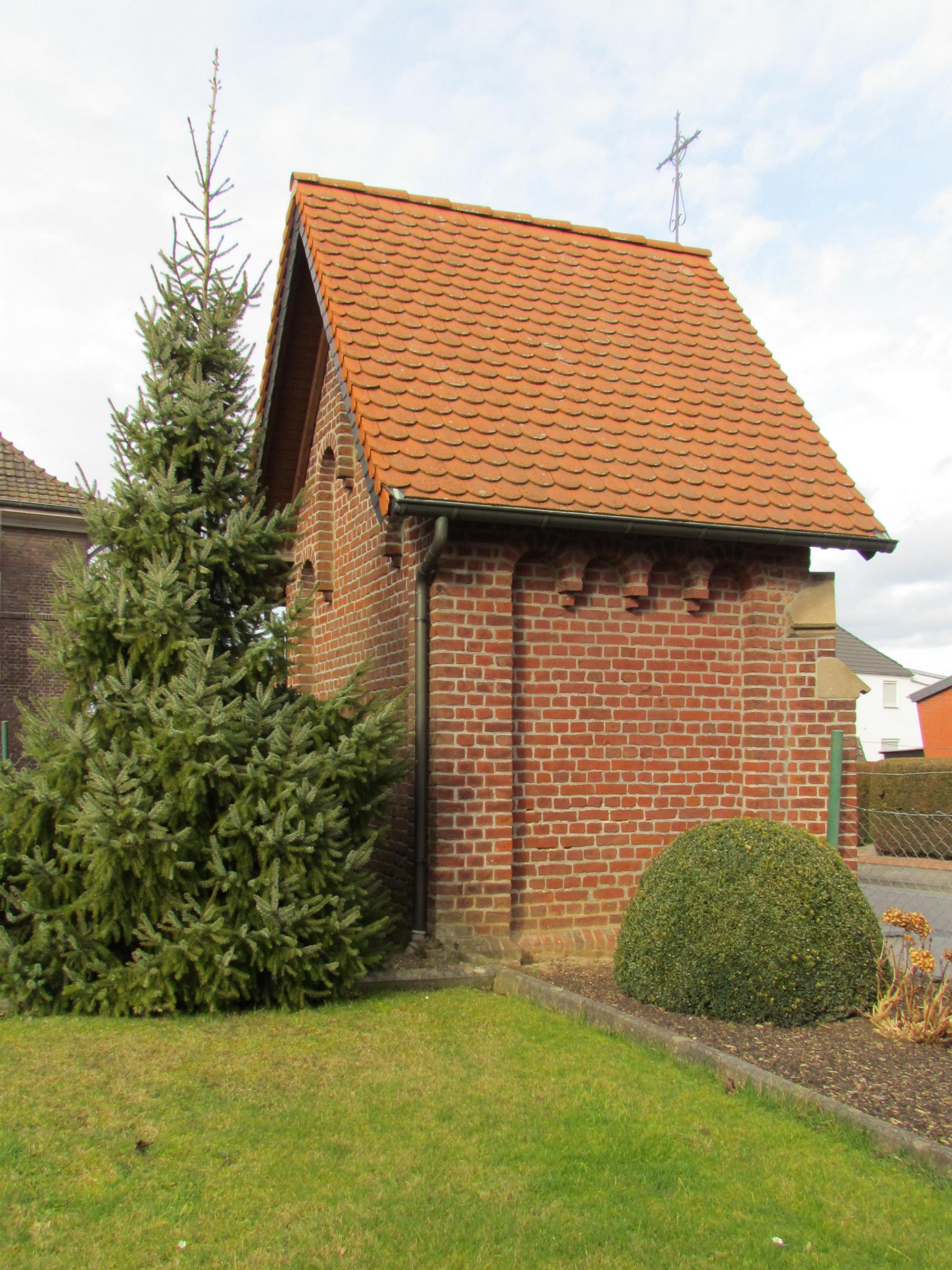
Seitenansicht
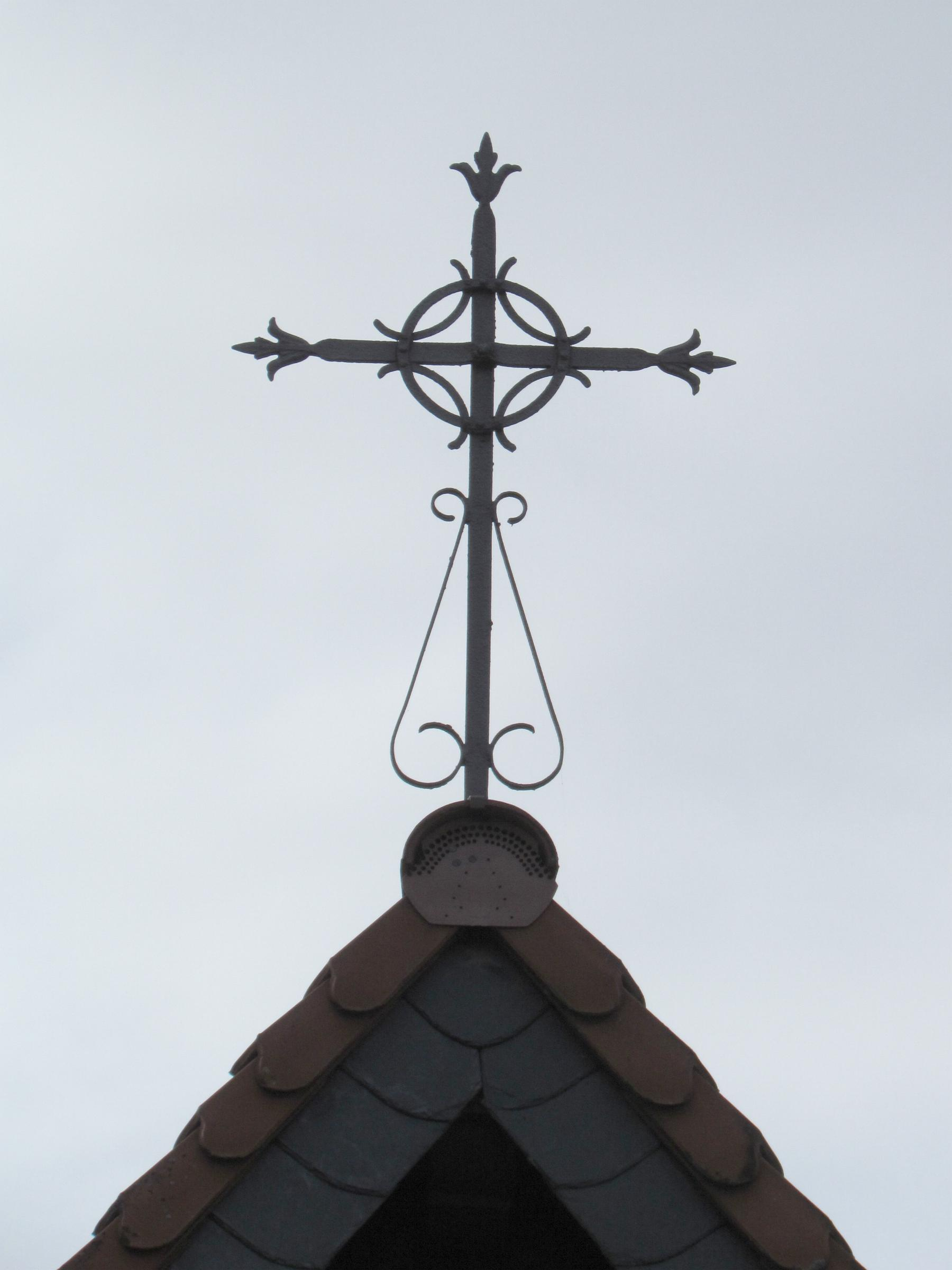
Kapellenkreuz
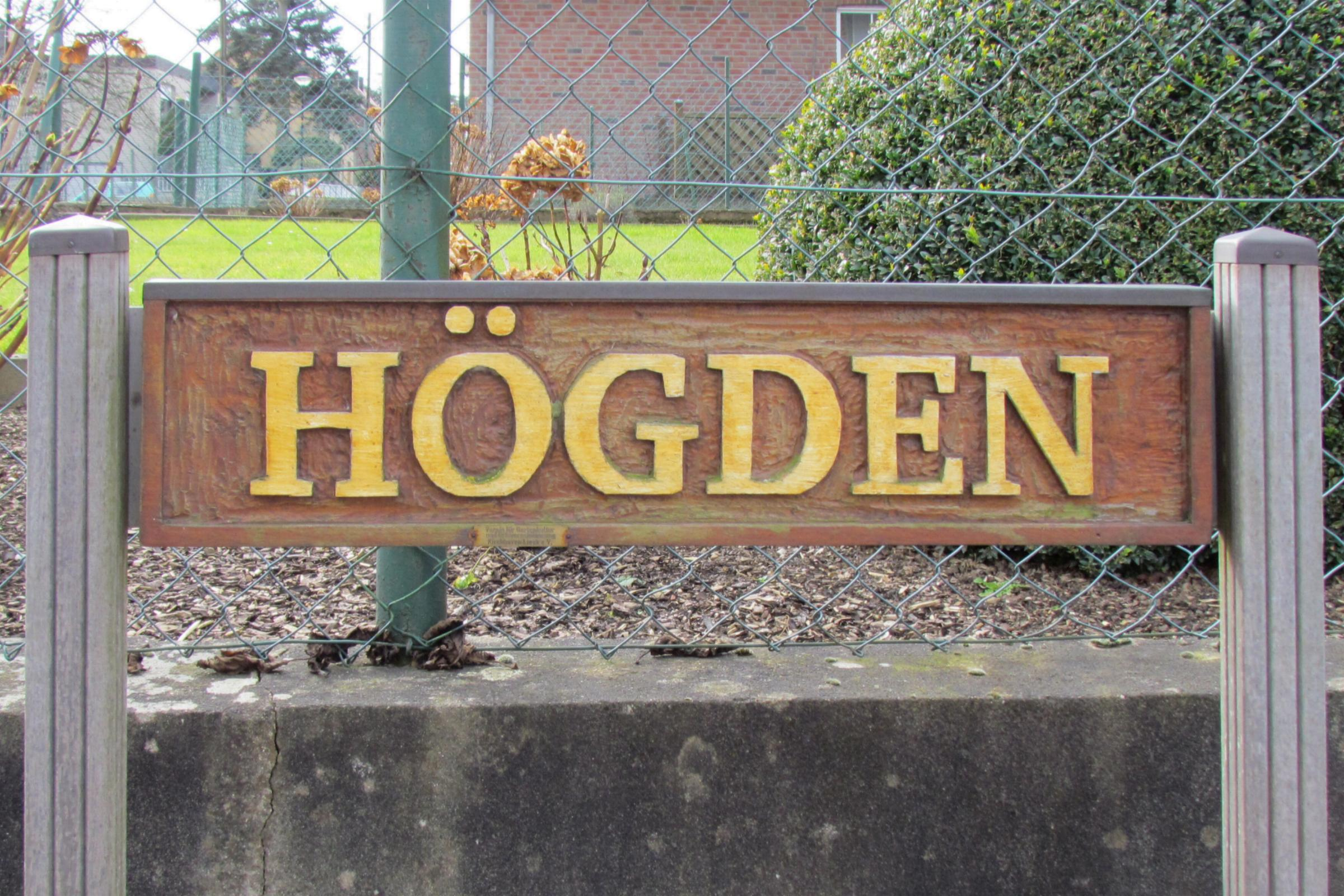
Namensschild